# Диковы
Диковы — древний русский дворянский род.
Резолюциею Временного Присутствия Герольдии (17 августа 1844) и Определением Правительствующего Сената, по Департаменту Герольдии, (22 февраля 1851), утверждены постановления Херсонского Дворянского Депутатского Собрания, состоявшиеся (25 января 1821, 17 июня 1843 и 30 ноября 1850), о признании в потомственном Дворянстве и внесении в третью часть Дворянской родословной книги поручика Михаила Ивановича Дикова с детьми: Павлом, Иваном (проситель), Константином, Елисаветою, Ольгою и Алексеем, по личным его заслугам.

## История рода
Рудак Васильевич Диков владел поместьем в Тверском уезде (1539—1540), а его сын Степан-Замятня владел вотчиной в Тверском уезде (1570) и имел сыны Григория, служившего по городовому списку (1622). Московский дворянин Василий Григорьевич воевода в Пустоозёрском остроге (1664—1666). Жилец Конон Васильевич помещик Коломенского уезда (1689—1690).

## Описание герба
В чёрном щите, выходящий из серебряной волнообразной оконечности, золотой морской лев, с червлёными глазами и языком, держащий в лапах червлёный трезубец. Щит увенчан дворянским коронованным шлемом. Нашлемник: правая рука в серебряных латах, держащая серебряный с золотою рукоятью меч. Намёт: справа чёрный с золотом, слева — червлёный с серебром.